# Polska Liga Futbolu Amerykańskiego 2007
Polska Liga Futbolu Amerykańskiego w sezonie 2007 – druga edycja rozgrywek ligowych futbolu amerykańskiego w Polsce (jedyna wówczas klasa rozgrywek ligowych w tej dyscyplinie sportu). Jej triumfator otrzymywał tytuł Mistrza Polski. Do rywalizacji, toczonej systemem "wiosna-jesień", przystąpiło 9 drużyn, grających w trzech grupach (dywizjach). Trójka zwycięzców końcowych tabeli każdej z nich oraz zespół z przyznaną dziką kartą kwalifikowali się I rundy fazy play-off (tj. jednomeczowego półfinału). Dwójka wygranych z obu par półfinałowych uzyskiwała awans do jednomeczowego finału (przeprowadzonego w Warszawie). Organizatorem i zarządcą zmagań był Polski Związek Futbolu Amerykańskiego.

## Zakwalifikowane drużyny
1. Warsaw Eagles
2. Pomorze Seahawks
3. The Crew Wrocław
4. 1. KFA Wielkopolska
5. Devils Wrocław – beniaminek
6. Husaria Szczecin – beniaminek
7. Kozły Poznań – beniaminek
8. Kraków Tigers – beniaminek
9. Silesia Miners – beniaminek

## Sezon regularny

### Mecze fazy zasadniczej
| Data             | Miasto      | Goście                 | Gospodarze             | Wynik |
| 14 kwietnia 2007 | Kutno       | Warsaw Eagles          | Silesia Miners         | 7:6   |
| 15 kwietnia 2007 | Sopot       | Pomorze Seahawks       | Husaria Szczecin       | 19:0  |
| 21 kwietnia 2007 | Kraków      | Kraków Tigers          | AZS Silesia Miners     | 6:50  |
| 22 kwietnia 2007 | Wronki      | Fireballs Wielkopolska | Devils Wrocław         | 0:32  |
| 28 kwietnia 2007 | Warszawa    | Warsaw Eagles          | Kozły Poznań           | 33:0  |
| 29 kwietnia 2007 | Szczecin    | Husaria Szczecin       | Devils Wrocław         | 7:12  |
| 5 maja 2007      | Oleśnica    | The Crew Wrocław       | Fireballs Wielkopolska | 30:0  |
| 6 maja 2007      | Ruda Śląska | AZS Silesia Miners     | Kraków Tigers          | 49:12 |
| 13 maja 2007     | Wrocław     | Devils Wrocław         | The Crew Wrocław       | 22:38 |
| 19 maja 2007     | Puszczykowo | Kozły Poznań           | Pomorze Seahawks       | 20:29 |
| 20 maja 2007     | Ruda Śląska | AZS Silesia Miners     | Warsaw Eagles          | 0:21  |
| 26 maja 2007     | Wrocław     | The Crew Wrocław       | Devils Wrocław         | 28:24 |
| 27 maja 2007     | Warszawa    | Warsaw Eagles          | Kraków Tigers          | 62:0  |
| 3 czerwca 2007   | Poznań      | Kozły Poznań           | Husaria Szczecin       | 16:7  |
| 9 czerwca 2007   | Sopot       | Pomorze Seahawks       | Fireballs Wielkopolska | 48:8  |
| 16 czerwca 2007  | Łódź        | Fireballs Wielkopolska | Kraków Tigers          | 27:6  |
| 17 czerwca 2007  | Sopot       | Pomorze Seahawks       | Kozły Poznań           | 28:14 |
| 24 czerwca 2007  | Kraków      | Kraków Tigers          | Husaria Szczecin       | 6:41  |
| 24 czerwca 2007  | Wrocław     | The Crew Wrocław       | Warsaw Eagles          | 8:27  |
| 30 czerwca 2007  | Katowice    | AZS Silesia Miners     | Pomorze Seahawks       | 23:20 |
| 1 lipca 2007     | Wrocław     | Devils Wrocław         | Fireballs Wielkopolska | 44:0  |
| 1 września 2007  | Szczecin    | Husaria Szczecin       | Kozły Poznań           | 25:8  |
| 2 września 2007  | Mosina      | Fireballs Wielkopolska | The Crew Wrocław       | 0:50  |
| 15 września 2007 | Kraków      | Kraków Tigers          | Warsaw Eagles          | 0:49  |
| 16 września 2007 | Wrocław     | Devils Wrocław         | AZS Silesia Miners     | 12:13 |
| 22 września 2007 | Szczecin    | Husaria Szczecin       | Pomorze Seahawks       | 0:44  |
| 23 września 2007 | Poznań      | Kozły Poznań           | The Crew Wrocław       | 0:24  |

### Tabele końcowe fazy zasadniczej

#### Dywizja Północna
| Miejsce | Zespół           | Z | P | PKT | PCT   | PZ  | PS  |
| 1.*     | Pomorze Seahawks | 5 | 1 | 10  | 0.833 | 188 | 65  |
| 2.      | Husaria Szczecin | 2 | 4 | 4   | 0.333 | 80  | 105 |
| 3.      | Kozły Poznań     | 1 | 5 | 2   | 0.166 | 58  | 146 |

#### Dywizja Centralna
| Miejsce | Zespół             | Z | P | PKT | PCT   | PZ  | PS  |
| 1.*     | Warsaw Eagles      | 6 | 0 | 12  | 1.000 | 199 | 14  |
| 2.*     | AZS Silesia Miners | 4 | 2 | 8   | 0.666 | 141 | 78  |
| 3.      | Kraków Tigers      | 0 | 6 | 0   | 0.000 | 30  | 278 |

#### Dywizja Południowa
| Miejsce | Zespół                 | Z | P | PKT | PCT   | PZ  | PS  |
| 1.*     | The Crew Wrocław       | 5 | 1 | 10  | 0.833 | 178 | 73  |
| 2.      | Devils Wrocław         | 3 | 3 | 6   | 0.500 | 146 | 86  |
| 3.      | Fireballs Wielkopolska | 1 | 5 | 2   | 0.166 | 35  | 210 |

### Rozstawienie fazy play-off
| Miejsce     | Zespół             | Z | P | PKT | PCT   | PZ  | PS |
| 1.          | Warsaw Eagles      | 6 | 0 | 12  | 1.000 | 199 | 14 |
| 2.          | Pomorze Seahawks   | 5 | 1 | 10  | 0.833 | 188 | 65 |
| 3.          | The Crew Wrocław   | 5 | 1 | 10  | 0.833 | 178 | 73 |
| dzika karta | AZS Silesia Miners | 4 | 2 | 8   | 0.666 | 141 | 78 |

Legenda: * - awans do playoff, Z - zwycięstwa, P - porażki, PKT - zdobyte punkty, PCT - procent zwycięstw, PZ - punkty zdobyte, PS - punkty stracone

### Nieoficjalny MVP fazy zasadniczej
Nagroda ufundowana przez serwis usasports.pl
| Finaliści           |      |                    |
| Tomasz Józefiok     | K/DB | AZS Silesia Miners |
| Maciej Siemaszko    | QB   | Pomorze Seahawks   |
| Krzysztof Wydrowski | QB   | The Crew Wrocław   |

Zwycięzca został ogłoszony podczas Polish Bowl 2007.

## Faza play-off

### Półfinały
| Data             | Miasto   | Goście           | Gospodarze         | Wynik |
| 29 września 2007 | Sopot    | Pomorze Seahawks | The Crew Wrocław   | 2:18  |
| 30 września 2007 | Żyrardów | Warsaw Eagles    | AZS Silesia Miners | 13:16 |

### Finał (Polish Bowl 2007)
| Data                 | Miasto   | Stadion  | Godzina | Zwycięzca        | Pokonany       | Wynik | Widzów |
| 14 października 2007 | Warszawa | Marymont | 13.00   | The Crew Wrocław | Silesia Miners | 18:0  | b.d.   |

## Medaliści
1. Drugim zwycięzcą Polskiej Ligi Futbolu Amerykańskiego i tym samym drugim Mistrzem Polski w futbolu amerykańskim został The Crew Wrocław.
2. Silesia Miners
3. Warsaw Eagles, Pomorze Seahawks